# Mala Sinha
Mala Sinha, geboren als Alda Sinha (11 november 1936), is een voormalig Indiaas filmactrice. Sinha verscheen in talloze films in het Hindi, Bengaals en Nepalees, waaronder Phir Subah Hogi (1958), Hariyali Aur Rasta, Anpadh (allebei in 1962), Dil Tera Deewana (1962), Gumrah, Bahurani (allebei in 1963), Jahan Ara (1964), Himalay Ki God Mein (1965), Ankhen, Do Kaliyaan (allebei in 1968) en Maryada (1971). Van 1958 tot 1971 was ze de best betaalde actrice in India, samen met de actrices Vyjayanthimala en Sharmila Tagore. Ze heeft verschillende prijzen en onderscheidingen gewonnen, waaronder een Filmfare Lifetime Achievement Award in 2018.